# RMB (rapper)
RMB (Rotterdams Meest Beruchte), artiestennaam van Lorenzo Jonathas, is een Nederlandse rapper, artiestenmanager en docent uit Rotterdam. 

## Carrière
Na het behalen van zijn mavo-diploma had hij de intentie om een opleiding sociaal-juridische dienstverlening te volgen met het oog op een carrière als advocaat. Echter, na het zien van een krantenadvertentie waarin acteurs werden gezocht voor een theaterproductie, besloot hij auditie te doen. Sindsdien heeft hij zich volledig op entertainment gericht en geen andere carrière meer nagestreefd.

### Rapper
Jonathas begon op 18-jarige leeftijd met rappen. Zijn teksten behandelden persoonlijke ervaringen en zijn leven in de Rotterdamse wijk Spangen. Jonathas heeft samengewerkt met artiesten als Dion, G-Boah en Giels. Hij heeft een aantal ep's uitgebracht, waaronder Van Croos Tot Spangen in 2006, ’k Waag en Win in 2008 en Rauwkost in 2009.

### Manager en docent
Naast zijn werk als rapper was Jonathas actief als workshopdocent en projectontwikkelaar voor de Stichting Kunstzinnige Vorming Rotterdam van 2001 tot 2008. Tevens is hij docent aan de Zadkine Popacademie, waar hij betrokken is bij de ontwikkeling van workshops en projecten op het gebied van hiphop. Rond 2010 begon hij onder de naam "RMtainment" te werken als artiestenmanager, consultant, marketeer en projectmanager binnen de Nederlandse hiphopscene. Hij heeft acts zoals Figogang, Andrea Rafaella en Sam J'taime begeleid en was hij lange tijd verantwoordelijk voor het management van de groep Broederliefde.

## Discografie

### EP's
| Titel                            | Verschijningsdatum | Bijdrage              |
| -------------------------------- | ------------------ | --------------------- |
| Van Croos Tot Spangen (met Dion) | Maart 2006         | G-Boah                |
| 'k Waag en Win                   | Februari 2008      | Dion, Buya, Soniq     |
| Rauwkost                         | April 2009         | Dion, Laise, Dubbel N |

### Albums
| Titel                          | Verschijningsdatum | Bijdrage                                                                                   |
| ------------------------------ | ------------------ | ------------------------------------------------------------------------------------------ |
| Kennis Is Kunstwerk (met Dion) | September 2008     | Lee                                                                                        |
| Croos Tot Spangen 2 (met Dion) | Mei 2011           | G-Boah, De Dichter, Unknowneye, Laise, Bianca, Brakko, Lyco, MrConceptz, Zillion, The Greg |